# Naturbahnrodel-Juniorenweltmeisterschaft 2002
Die 3. FIL-Naturbahnrodel-Juniorenweltmeisterschaft fand vom 22. bis 24. Februar 2002 in Gsies in Südtirol (Italien) statt.

## Einsitzer Herren
| Platz | Name                  | Zeit        |
| ----- | --------------------- | ----------- |
| 01    | Alexei Lebedew        | 4:30,76 min |
| 02    | Florian Breitenberger | + 01,25 s   |
| 03    | Rudi Resch            | + 01,83 s   |
| 04    | Andreas Gruber        | + 04,67 s   |
| 05    | Florian Batkowski     | + 05,23 s   |
| 06    | Johannes Hofer        | + 06,34 s   |
| 07    | Michael Folie         | + 07,26 s   |
| 08    | Iwan Lasarew          | + 08,04 s   |
| 09    | Pawel Porschnew       | + 10,57 s   |
| 10    | Ervin Marn            | + 11,50 s   |

Von 37 gemeldeten Rodlern starteten 35, die alle das Ziel erreichten.

## Einsitzer Damen
| Platz | Name              | Zeit        |
| ----- | ----------------- | ----------- |
| 01    | Sandra Lanthaler  | 4:37,91 min |
| 02    | Julija Wetlowa    | + 00,06 s   |
| 03    | Renate Gietl      | + 01,74 s   |
| 04    | Barbara Abart     | + 02,45 s   |
| 05    | Sabine Kogler     | + 05,85 s   |
| 06    | Imelda Gruber     | + 05,99 s   |
| 07    | Marlies Wagner    | + 06,27 s   |
| 08    | Magdalena Hula    | + 07,42 s   |
| 09    | Karolina Waniczek | + 15,00 s   |
| 10    | Mateja Kralj      | + 16,51 s   |

15 von 16 gestarteten Rodlerinnen kamen in die Wertung.

## Doppelsitzer
| Platz | Name                                     | Zeit        |
| ----- | ---------------------------------------- | ----------- |
| 1     | Michael Graf – Harald Laimer             | 3:13,33 min |
| 2     | Pawel Porschnew – Iwan Lasarew           | + 00,02 s   |
| 3     | Günther Innerbichler – Alex Innerbichler | + 00,46 s   |
| 4     | Simone Demé – Michael Squinabol          | + 00,52 s   |
| 5     | Andreas Schöpf – Peter Liebmann          | + 02,76 s   |
| 6     | Thomas Knauder – Christoph Knauder       | + 05,52 s   |
| 7     | Lukas Wagner – Siegfried Truppe          | + 34,64 s   |
| 8     | Pjotr Popow – Michail Trufanow           | + 40,21 s   |

Acht der neun gemeldeten Doppelsitzerpaare starteten und kamen in die Wertung.

## Medaillenspiegel
| Platz | Land     | Gold | Silber | Bronze | Gesamt |
| ----- | -------- | ---- | ------ | ------ | ------ |
| 1.    | Italien  | 2    | 1      | 3      | 6      |
| 2.    | Russland | 1    | 2      | —      | 3      |